# Johann Hasslinger von Hassingen
Johann Nepomuk Hasslinger Freiherr von Hassingen (Pseudonym: Johannes Hager; * 24. Februar 1822 in Wien; † 9. Jänner 1898 ebenda) war ein österreichischer Komponist, Organist und k. k. Hof- und Ministerialrat.

## Leben
Seine Eltern waren Benedikt Hasslinger (1765–1842) und Francisca geborene von Fillenbaum, verwitwete Chimany (1785–1860). In seiner Jugend wandte er sich zunächst der Musik zu und studierte bei Alfred Julius Becher und Matthias Strebinger sowie ab 1845 bei Moritz Hauptmann in Leipzig.
Später studierte er Jura und wurde Hofrat im Ministerium des Äußeren und des kaiserlichen Hauses. Seine kompositorischen Arbeiten veröffentlichte er unter dem Pseudonym „Johannes Hager“.
Von 1851 bis 1855 gehörte er zum Direktorium der Gesellschaft der Musikfreunde in Wien.
Johann Hasslinger von Hassigen war mit Felicie Vesque von Püttlingen (1837–1921) verheiratet, einer Tochter des Staatsmanns und Komponisten Johann Vesque von Püttlingen (1803–1883).
Hasslinger hinterließ eine Autobiographie mit dem Titel Skizzen einer Geschichte meines Lebens, die erst 1998 im Druck erschien.

## Werke
- Jolanthe, Text nach Henrik Hertz, Oper, 1849
- Johannes der Täufer, Oratorium, 1855
- Marffa, Oper, 1886